# Pothuis (bouwwerk)

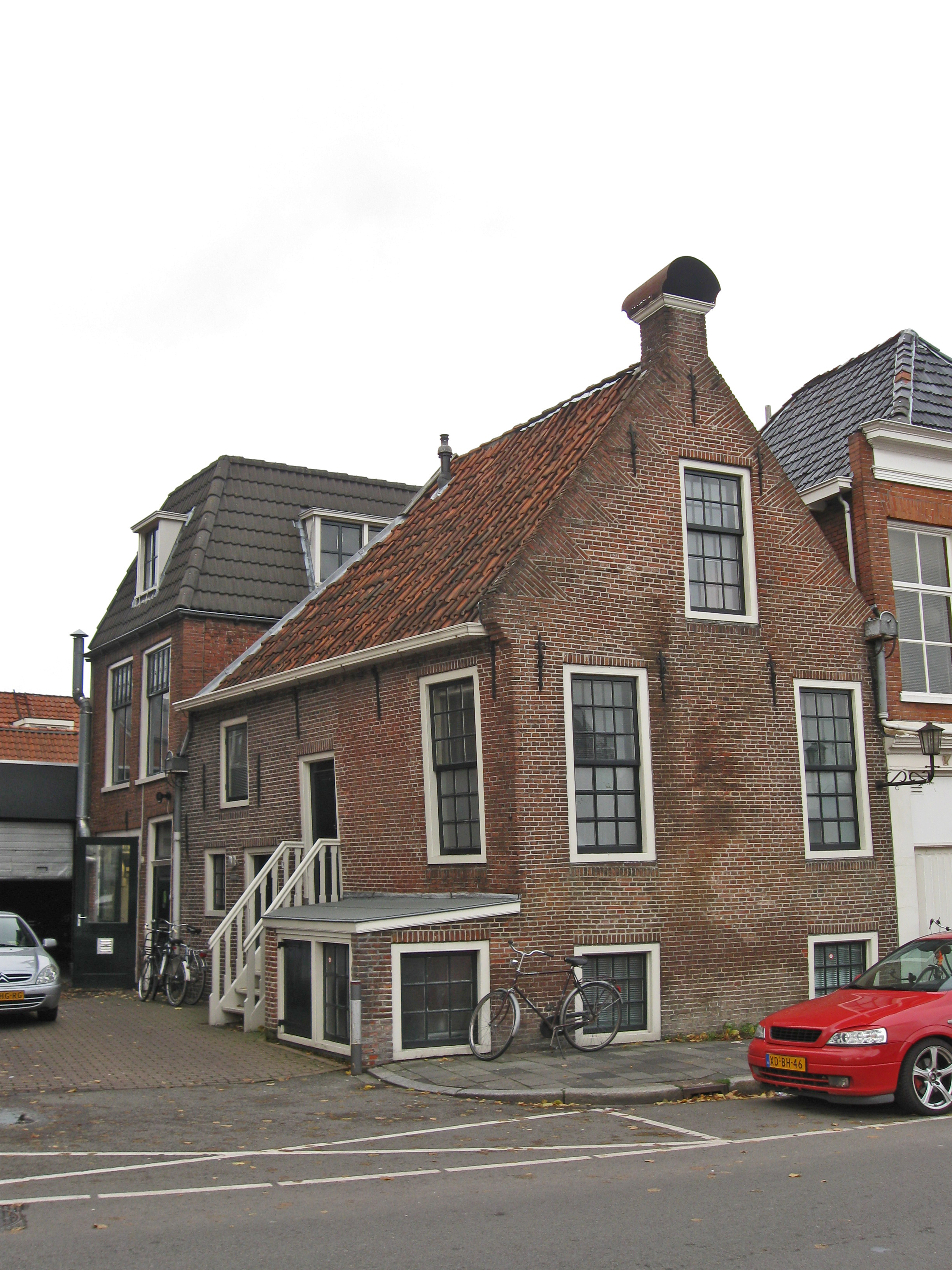
Groningen, Turfsingel 10

Een pothuis of puthuis is een kleine uit- of aanbouw gelegen voor of naast een stedelijk woonhuis. Het is een verdiepte ruimte die deels bovengronds uitsteekt. Ze waren al bekend in de middeleeuwen toen het, evenals het hoofdgebouw, uit hout was opgetrokken.

## Gebruik
Oorspronkelijk was de naam puthuis omdat de bouwsels over een verzamelput voor het hemelwater waren gebouwd. Men kon vanuit het souterrain of de kelder van het huis binnendoor in het puthuis water putten. Later zijn de ruimtes vaak vergroot en veranderd van bestemming. Zo werden ze gebruikt voor het huisvesten van werkplaatsjes van ambachtslieden, als opslagruimte of als keukenpothuis waarin ook het stilletje een plaats vond. Uiteindelijk boden ze als kelderwoning ook wel onderdak aan gezinnen. Pothuizen hadden vaak een enigszins schuin aflopend plat dak. Ze konden meestal van binnenuit worden bereikt, maar er zijn ook pothuizen met uitsluitend een buitentoegang.
In Nederland bevinden zich tientallen pothuizen die gewaardeerd zijn als monument; een groot deel in Amsterdam. Ook in Duitsland (bijvoorbeeld Hamburg en Neurenberg) zijn pothuizen geen onbekend verschijnsel.

## Groningen
De Groningse benaming voor zo'n uitbouw is potkast (Stadsgronings: Potkaaste, provinciaal Gronings: Pothoes).
In Groningen zijn nog drie potkasten te vinden; aan de Oude Kijk in 't Jatstraat (hoek Zwanestraat), het Schuitendiep en aan de Turfsingel.

## Spreekwoord
Een oud spreekwoord dat naar het pothuis verwijst is: Men bergt eer duizend mannen in een pothuis, dan twee vrouwen kunnen leven in een groot huis.
Een tweede spreekwoord luidt: "Het zijn twee schoenlappers in een pothuis"  hetgeen betekent, het zijn twee handen op een buik.

## Fotogalerij

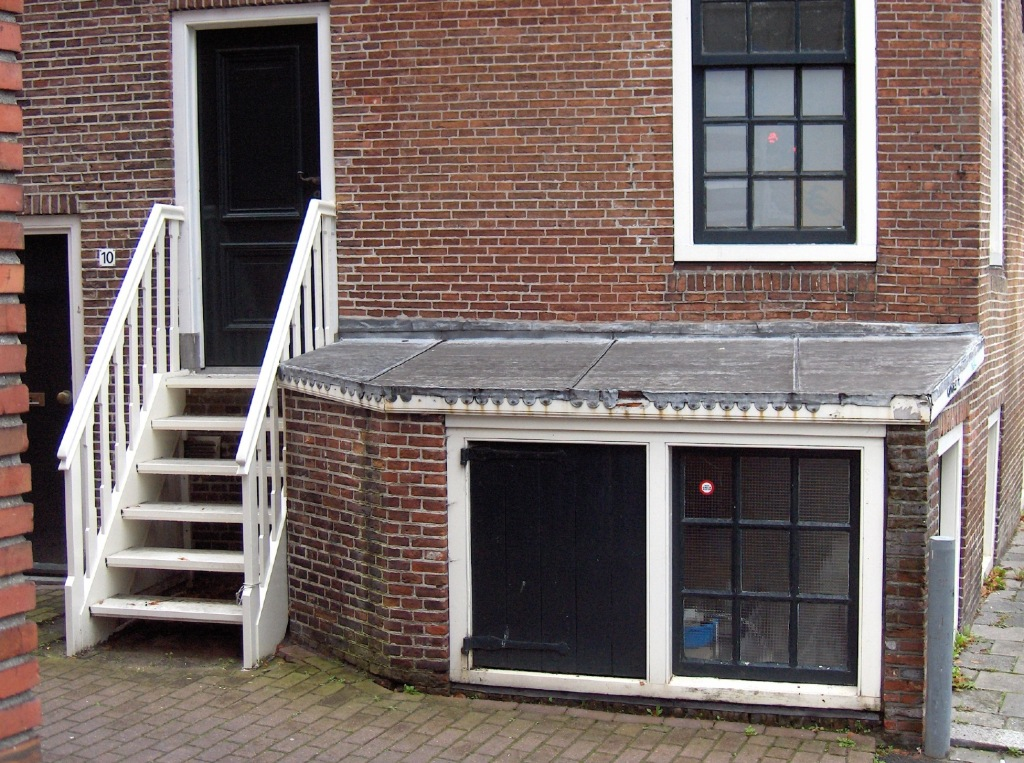
Turfsingel 10, Groningen
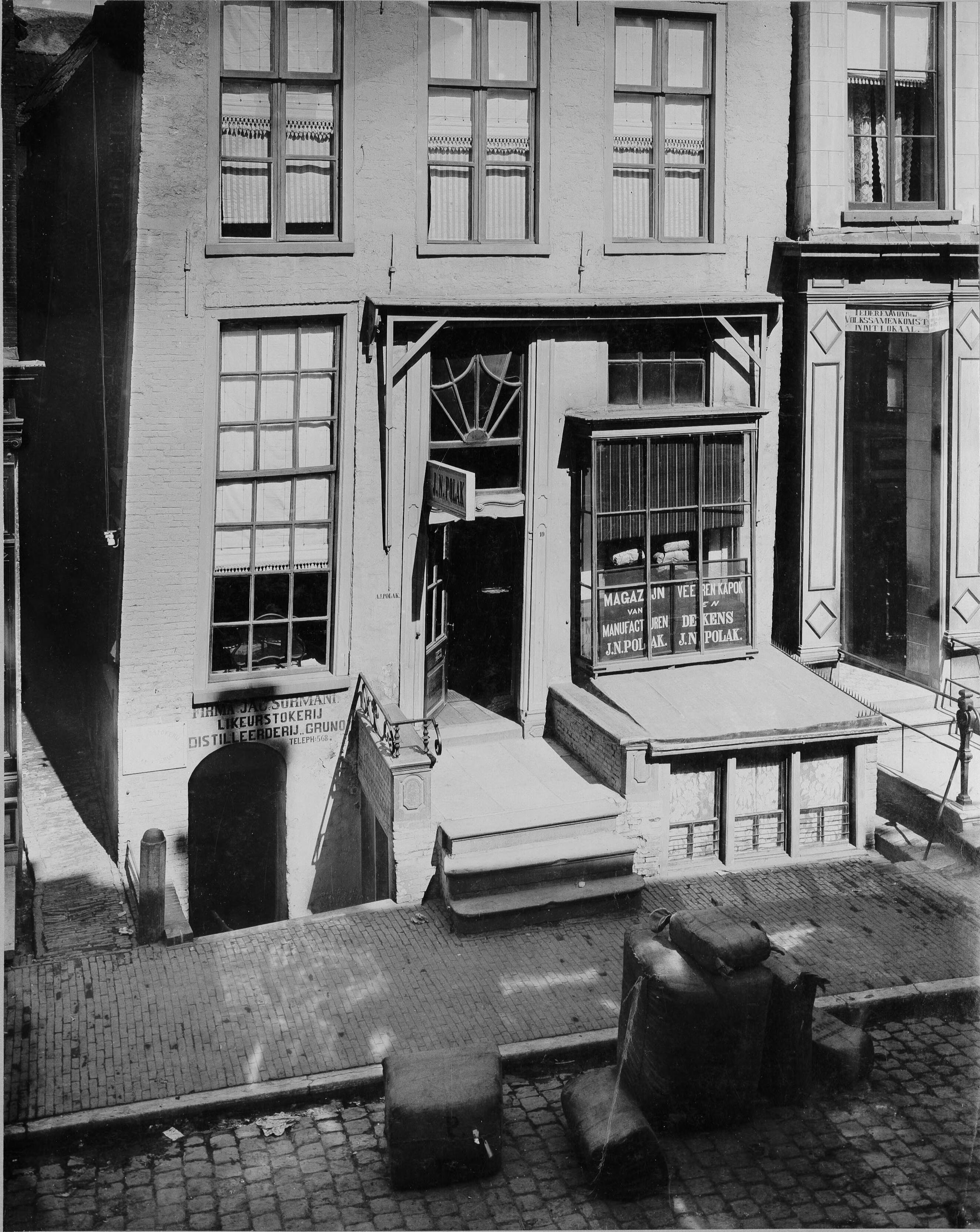
Poelestraat 10, Groningen (1898; rechtsonder), nu verdwenen
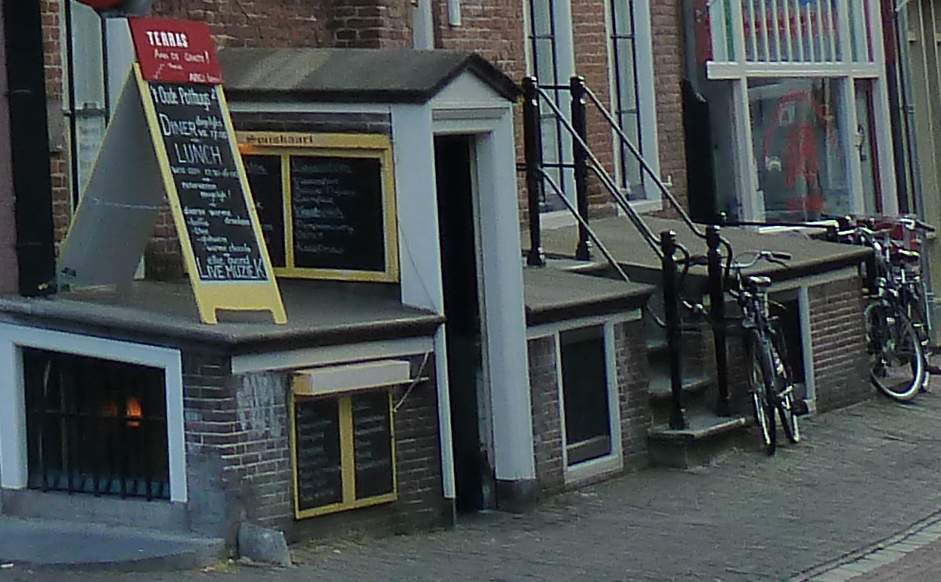
Oudegracht 279, Utrecht
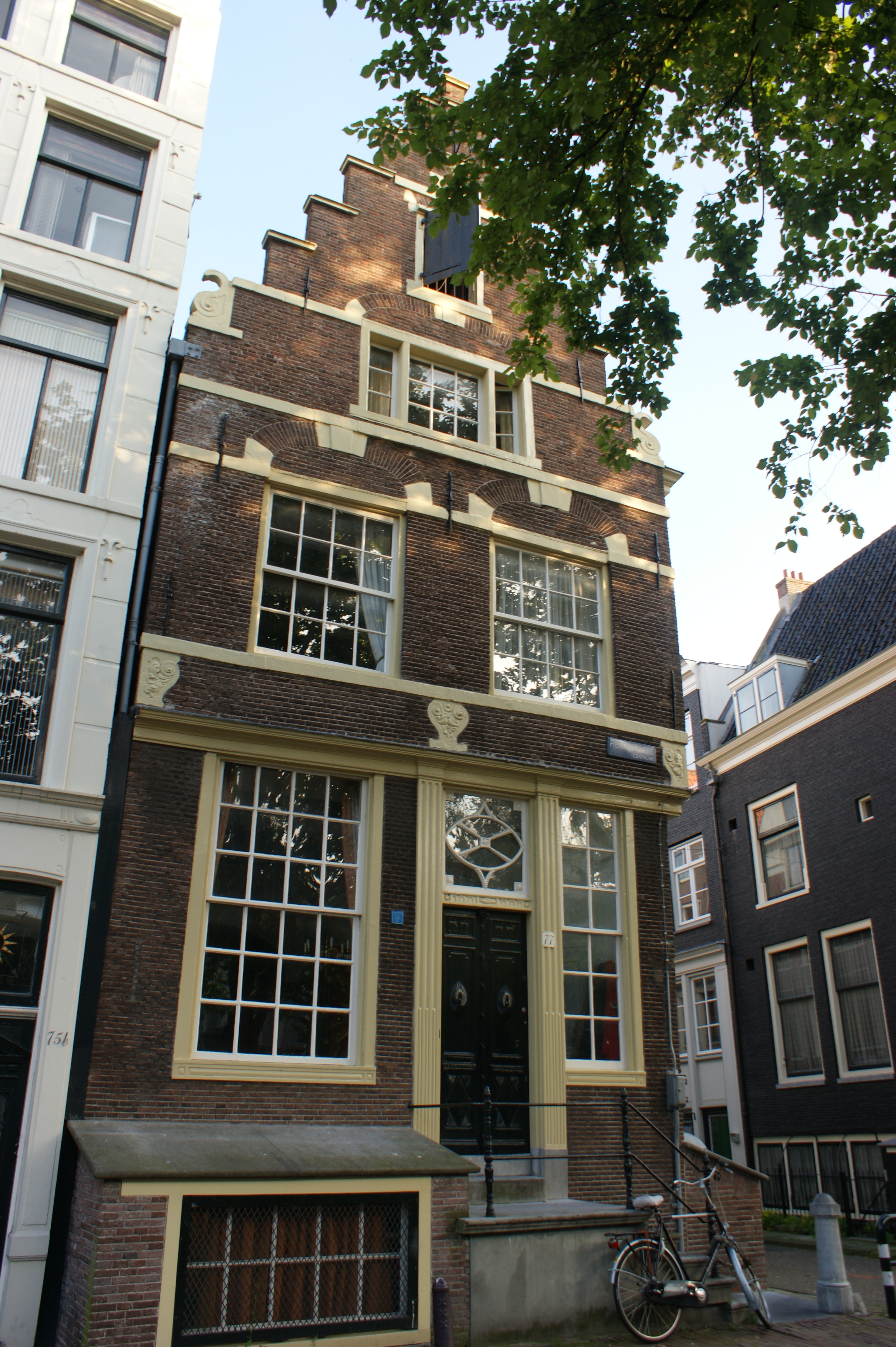
Herengracht 77, Amsterdam
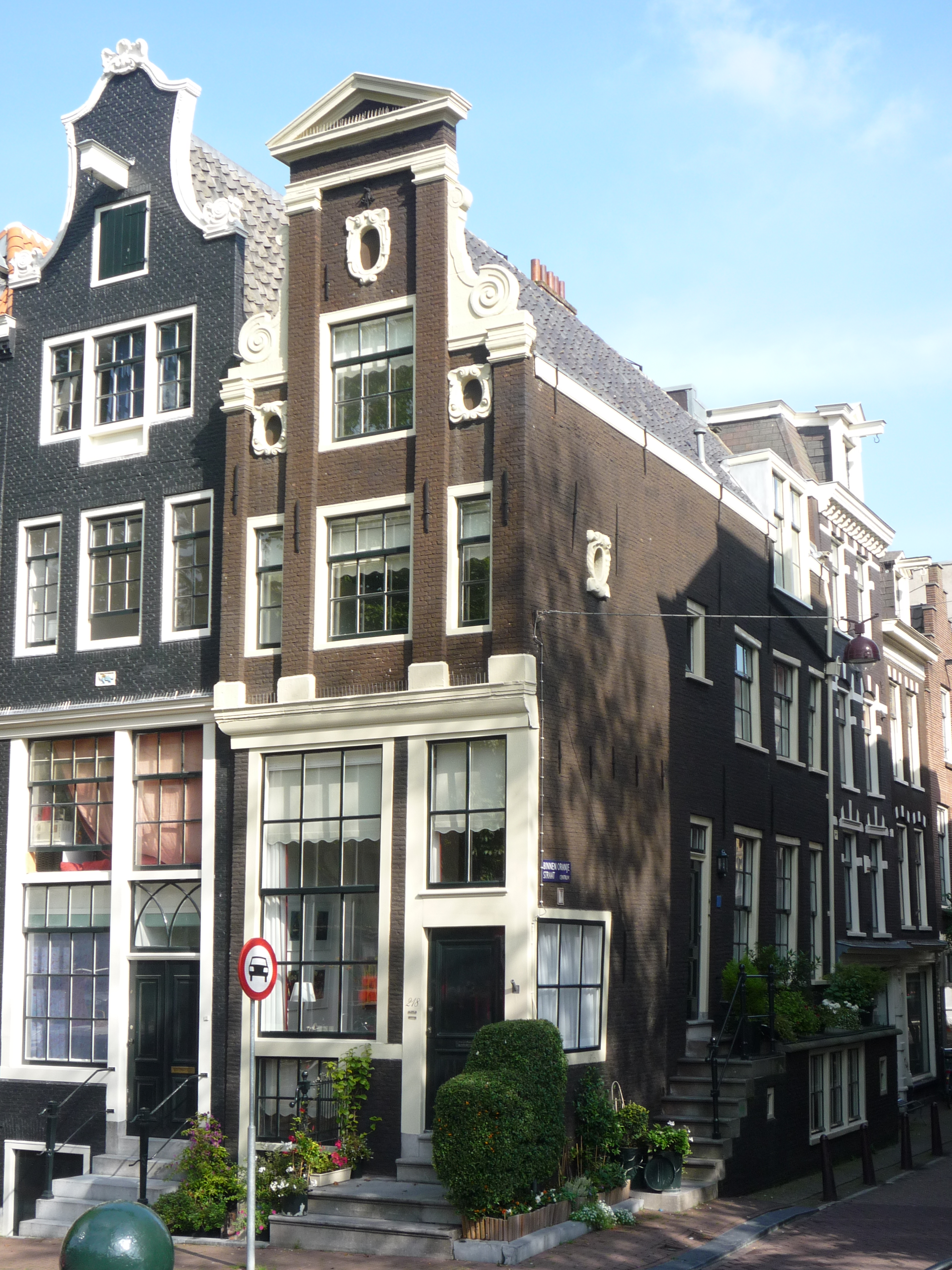
Brouwersgracht 218, Amsterdam (zijzijde)
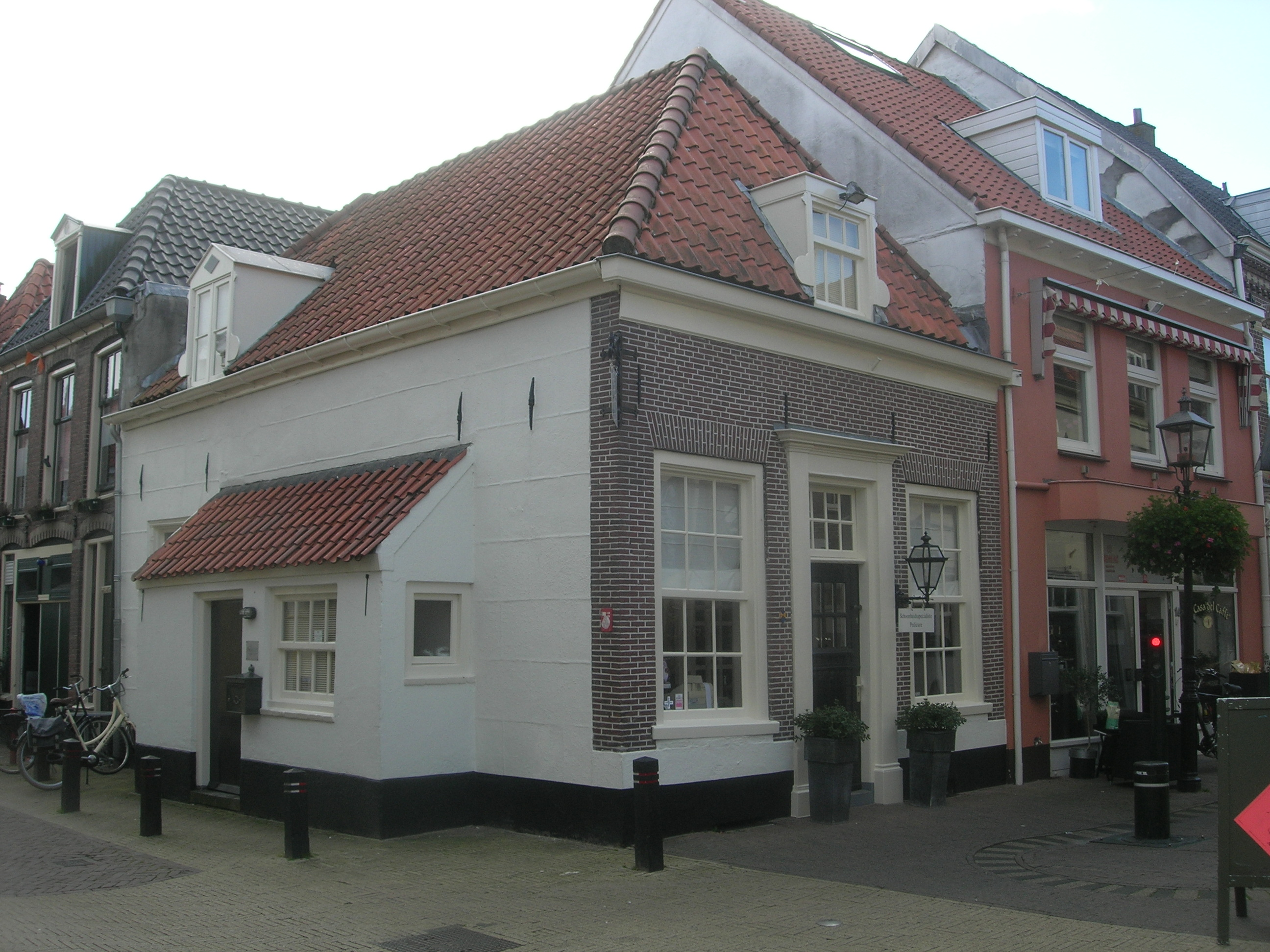
Hondegatstraat 16, Harderwijk
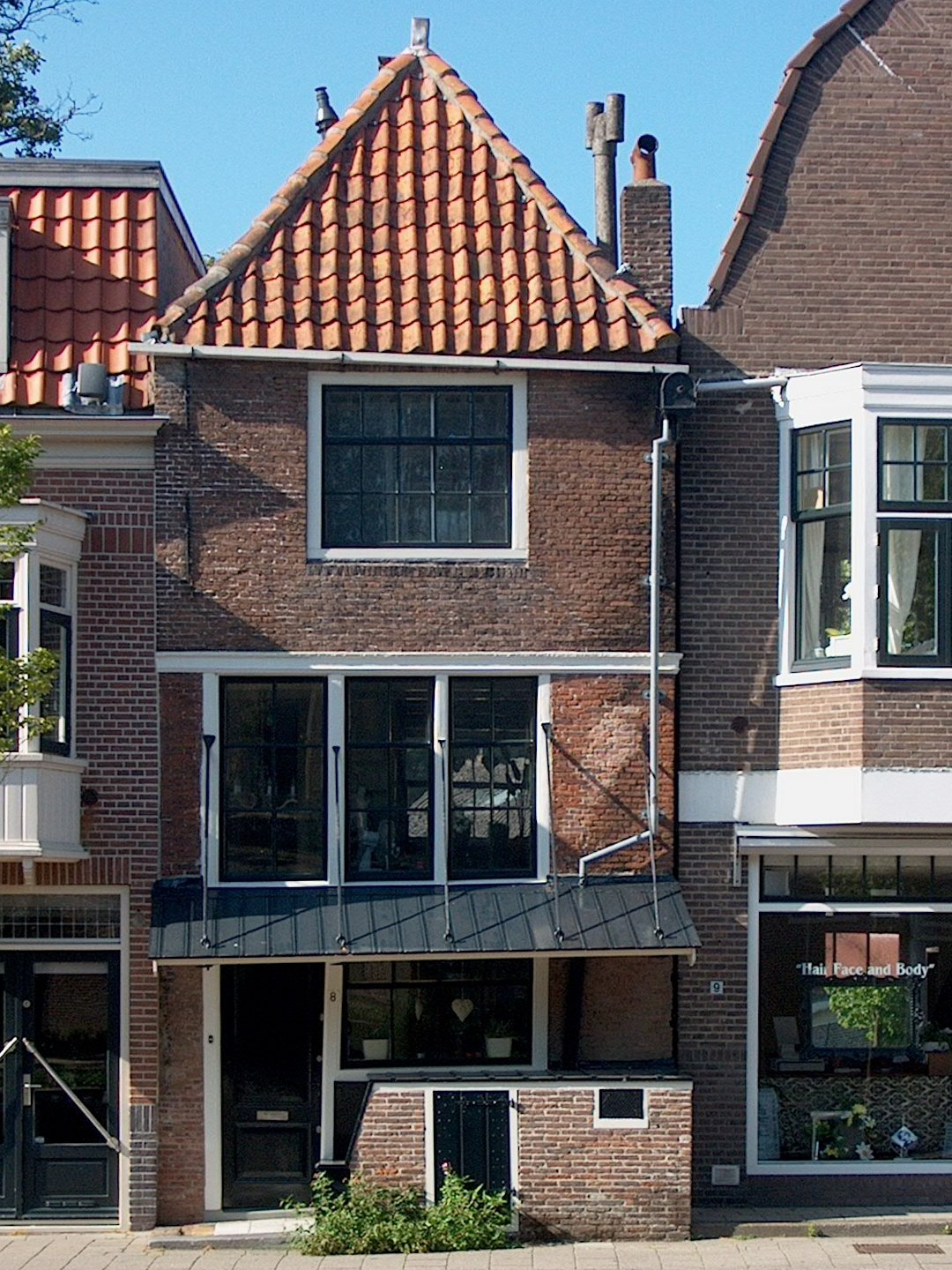
Onder de Boompjes 8, Hoorn
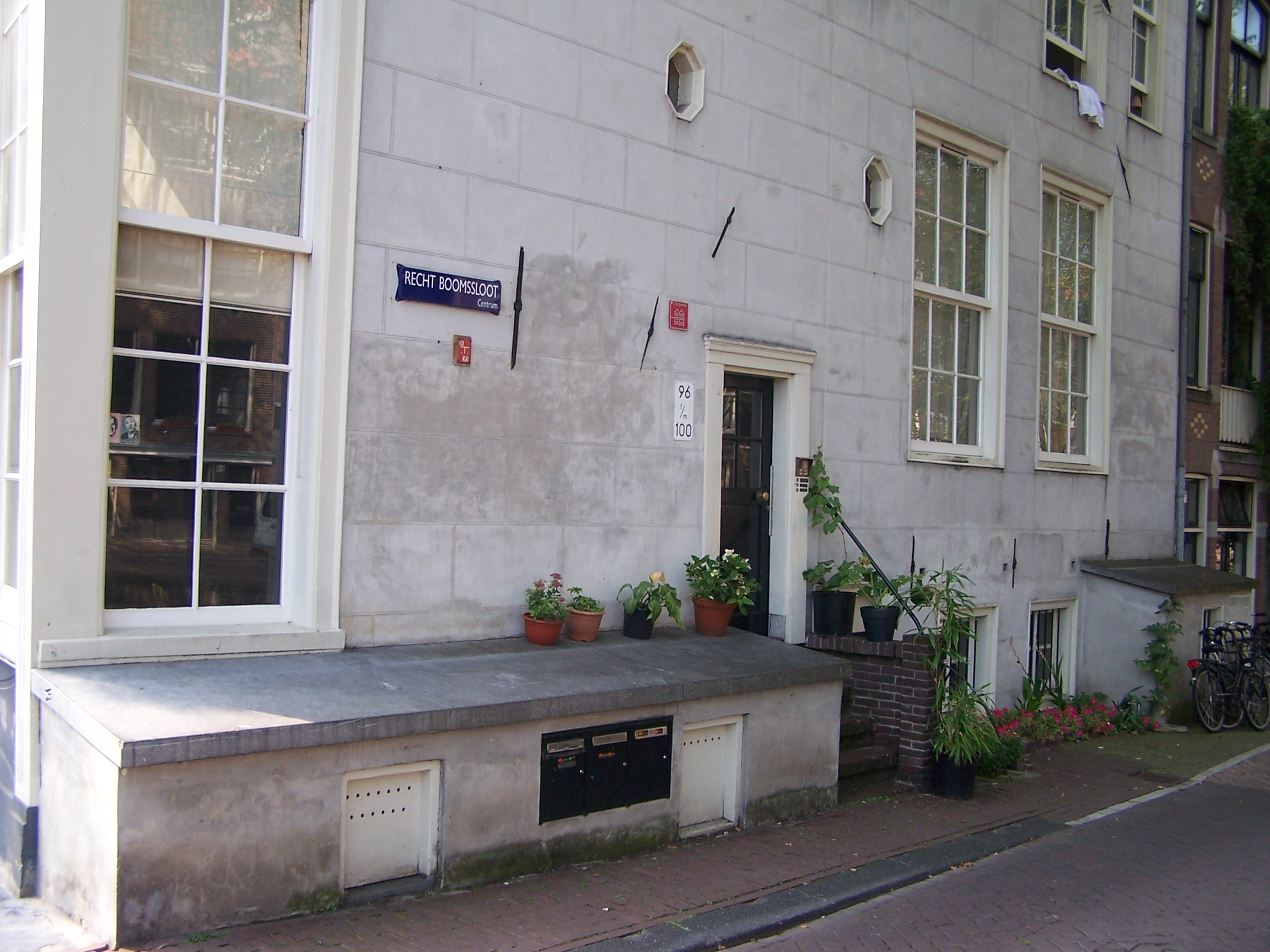
Rechtboomssloot 96, Amsterdam